# Kaukasisch-Islamischer Friedhof (Warschau)

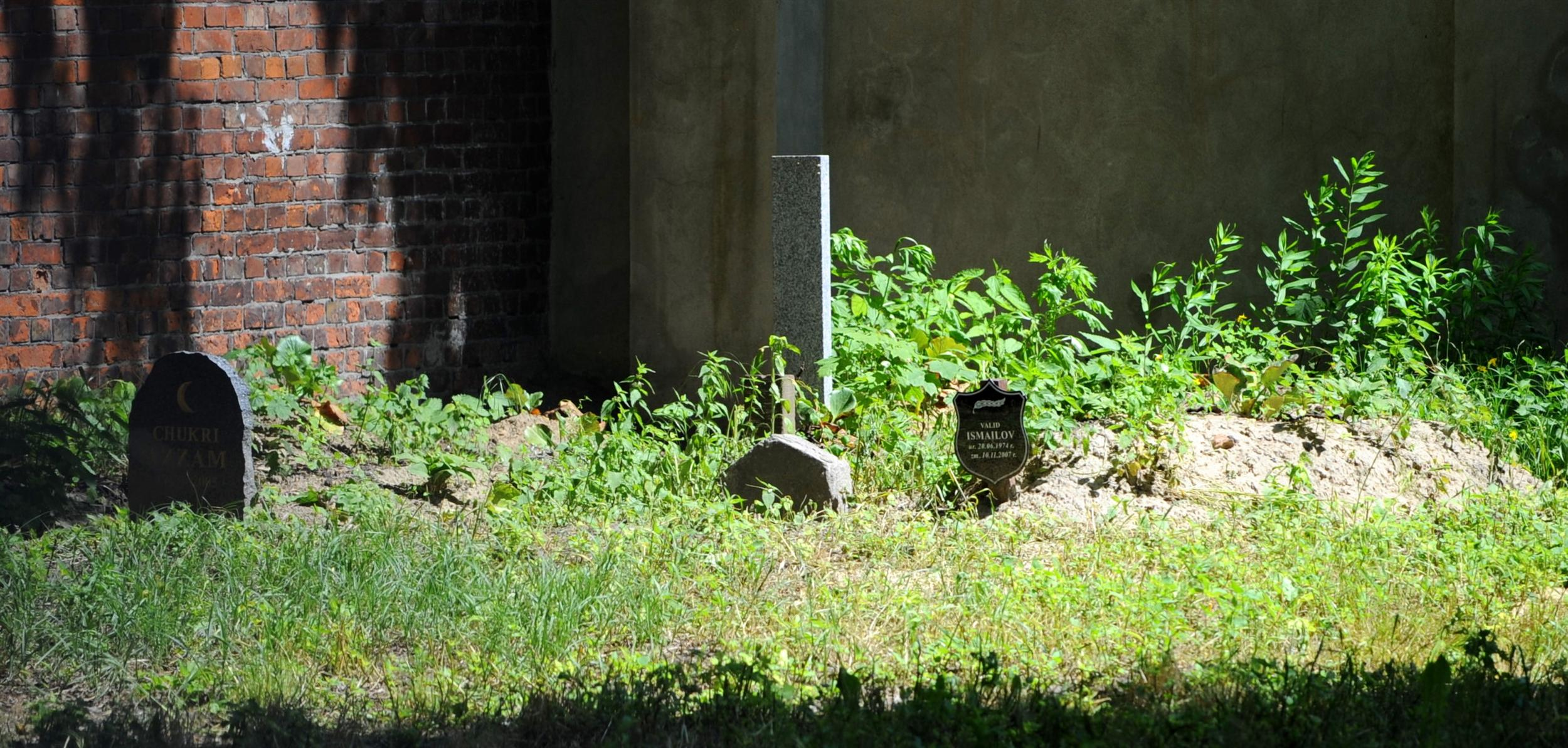
Letzte noch vorhandene Gräber auf dem Friedhof

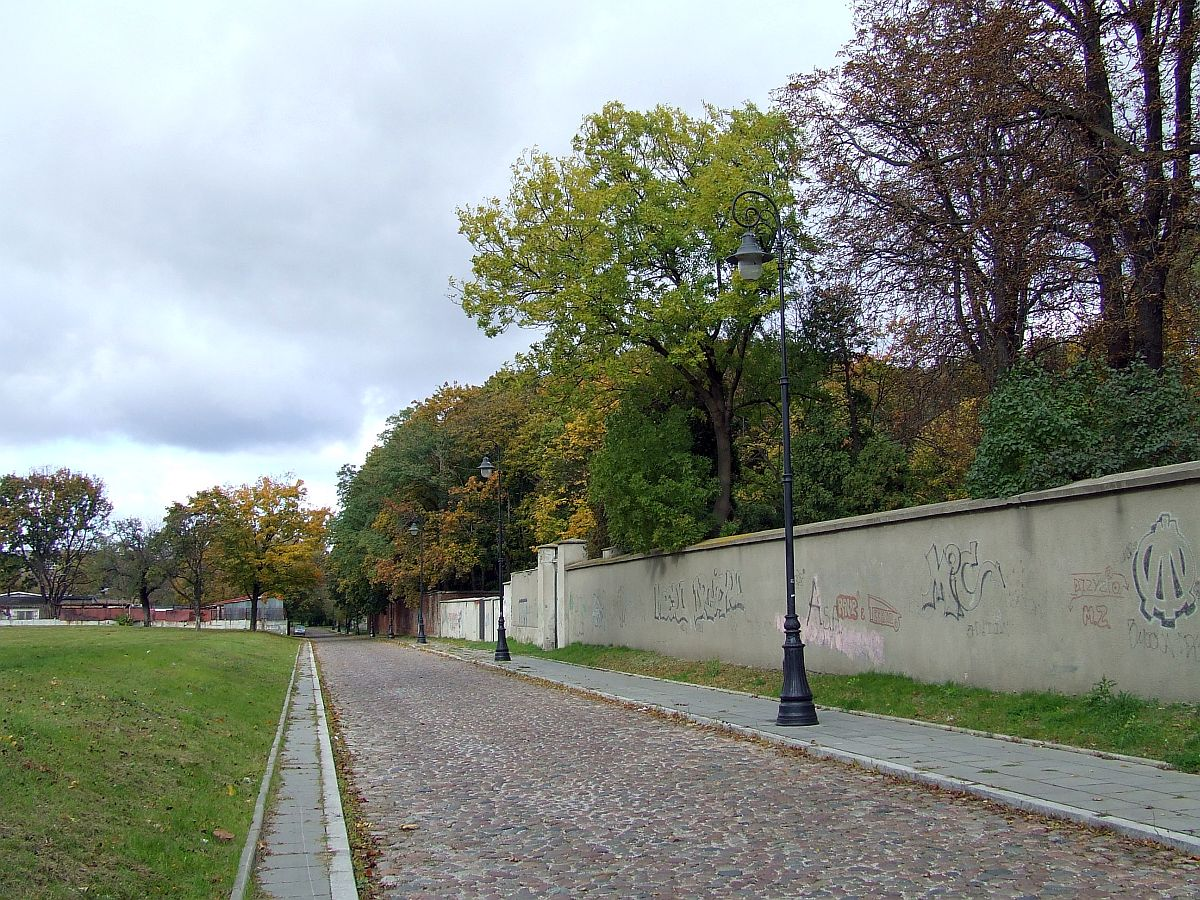
Die Außenmauer des Friedhofs an der Młynarska

Der Kaukasisch-Islamische Friedhof (auch: Muslimisch-Kaukasischer Friedhof, polnisch: Muzułmański Cmentarz Kaukaski) ist ein ehemaliger islamischer Friedhof an der Ulica Młynarska 58/60 im Warschauer Stadtbezirk Wola. Die nur etwa 1.000 Quadratmeter große Anlage grenzt im Norden an den großen Jüdischen Friedhof und im Süden an den Evangelisch-Augsburgischen Friedhof an. 

## Geschichte
Der Friedhof ist der ältere von zwei islamischen Begräbnisplätzen in Warschau. Im Jahr 1830 wurde das Grundstück zum Friedhof von der Warschauer Evangelisch-Augsburgischen Gemeinde für 2152 Rubel erworben. Hier wurden islamische Soldaten der in Kongresspolen stationierten russischen Armee sowie polnische Kaufleute islamischen Glaubens beigesetzt. Der Friedhof wurde bis 1867 genutzt; nach nur 37 Jahren musste er wegen Überbelegung geschlossen werden. Eine Nachfolgeanlage (Tatarisch-Islamischer Friedhof) entstand nur wenige hundert Meter von ihm entfernt.
Während des Warschauer Aufstandes wurde er in dem hier stark umkämpften Gebiet erheblich beschädigt. Die Bataillone „Wigry“ und „Antoni“ der Polnischen Heimatarmee waren in Friedhofsnähe eingesetzt und in Kämpfe mit deutschen Einheiten verwickelt.
Heute ist der aufgelassene Friedhof eine ummauerte Wiese. Unter den nur wenigen noch erhaltenen Grabplatten befinden sich die von Jan Murza Tarak Buczacki († 1851, Übersetzer des Korans ins Polnische) und Zachariasz Kieński († 1857, General). Die Anlage wurde am 7. Juni 1992 unter Denkmalschutz (Nummer 1523) gestellt.